# Fertilizadora

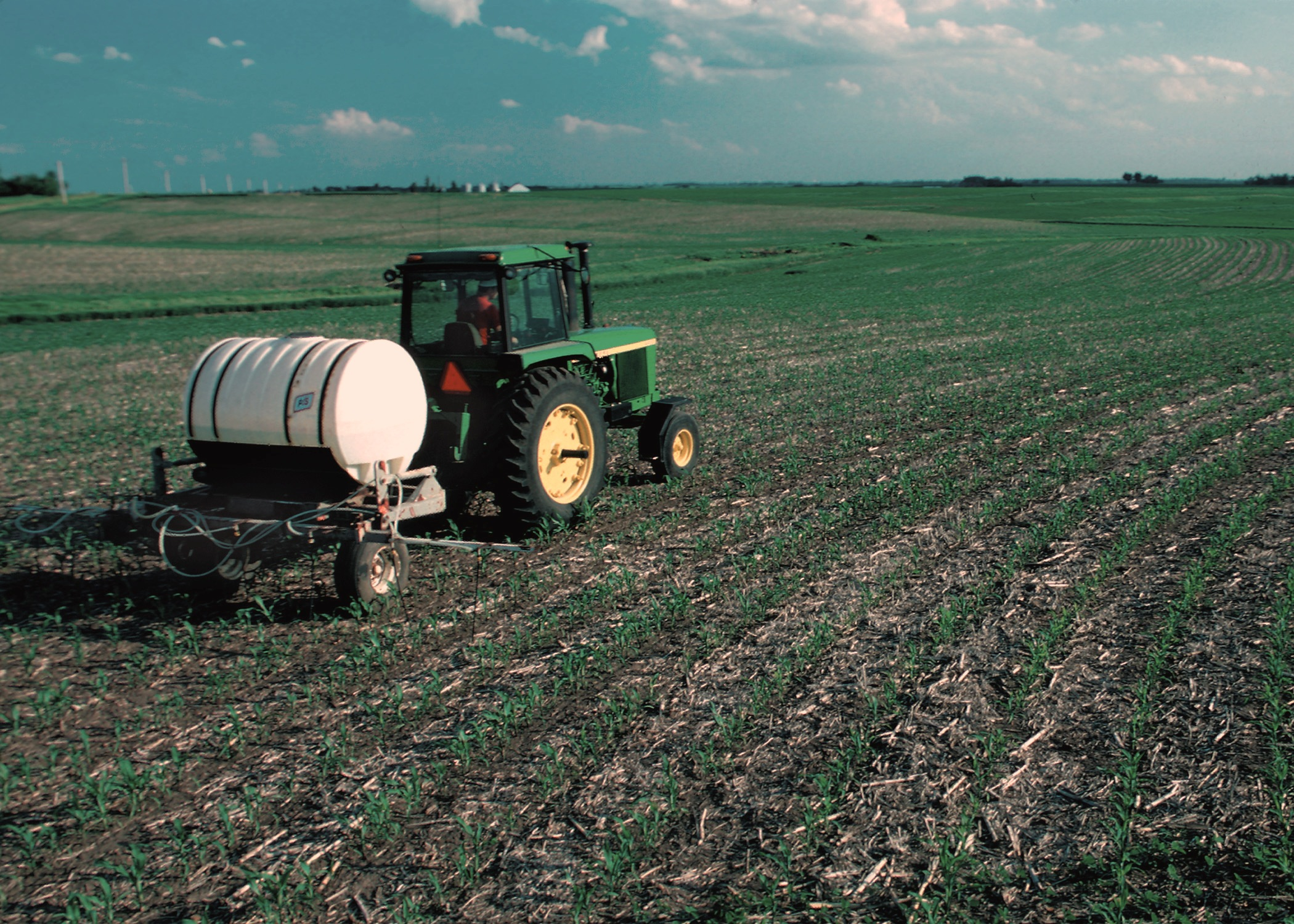
Fertilizadora trabajando en un campo de maíz.

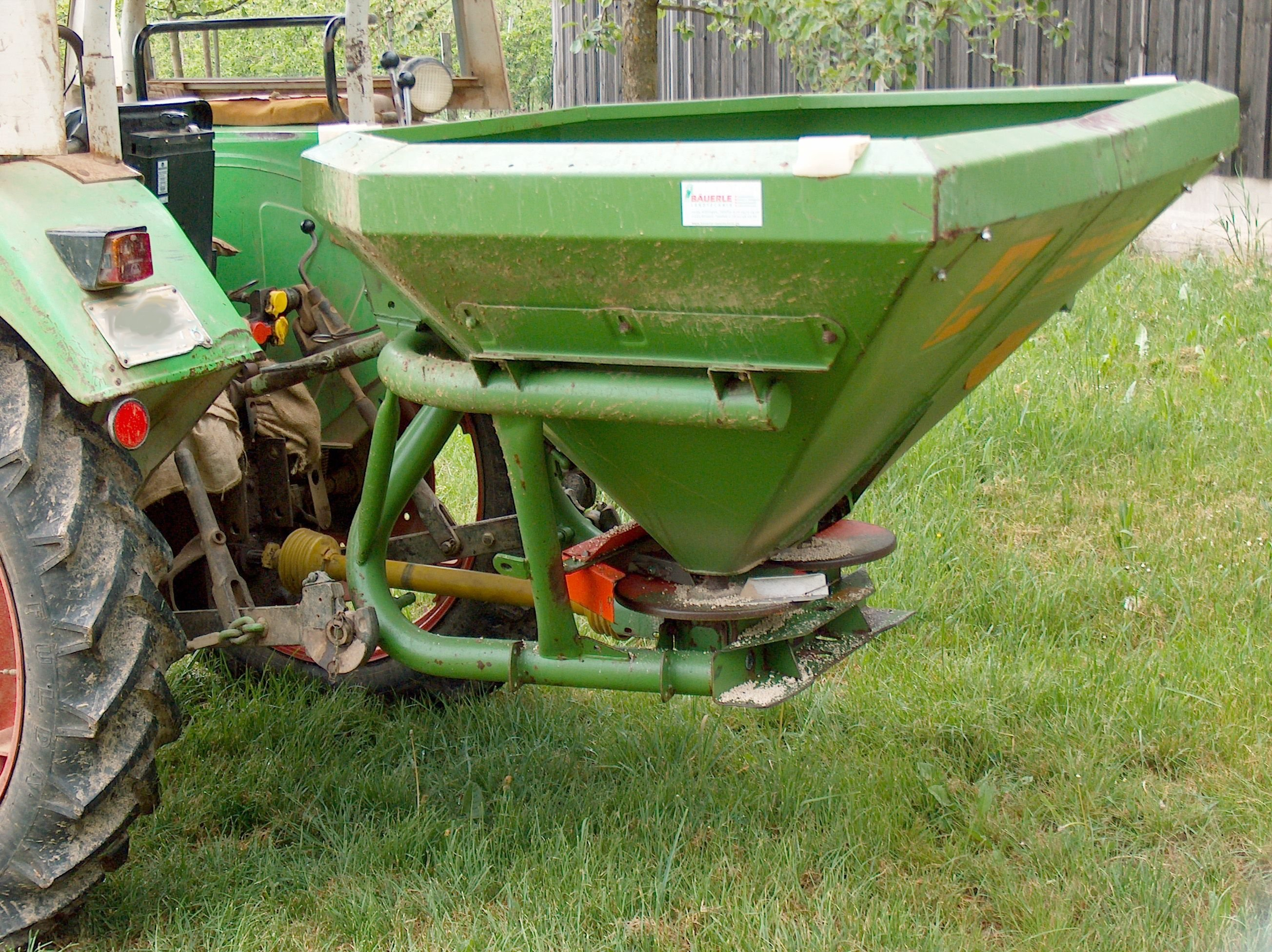
Fertilizadora adosada a un tractor con doble disco.

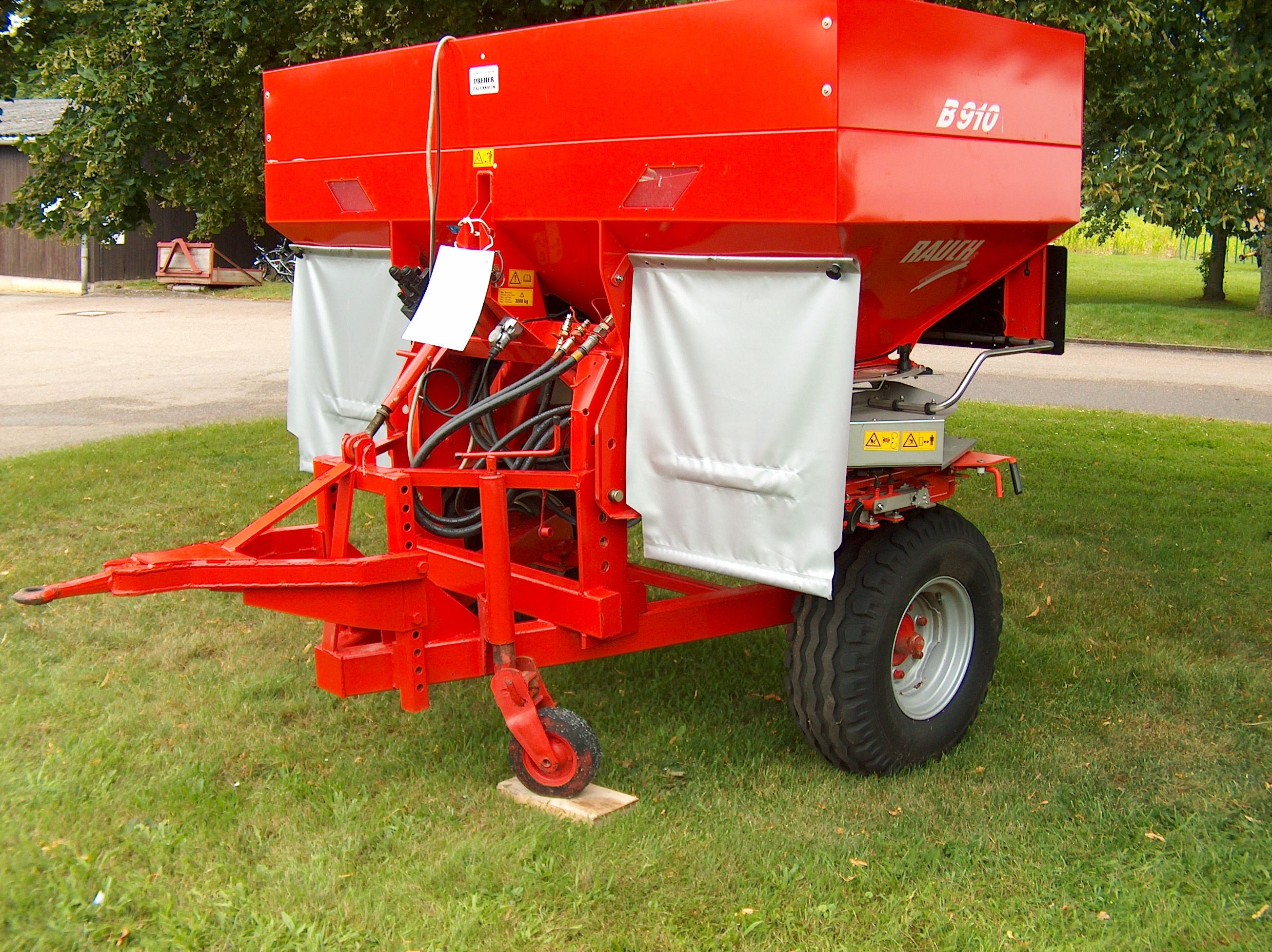
Fertilizadora.

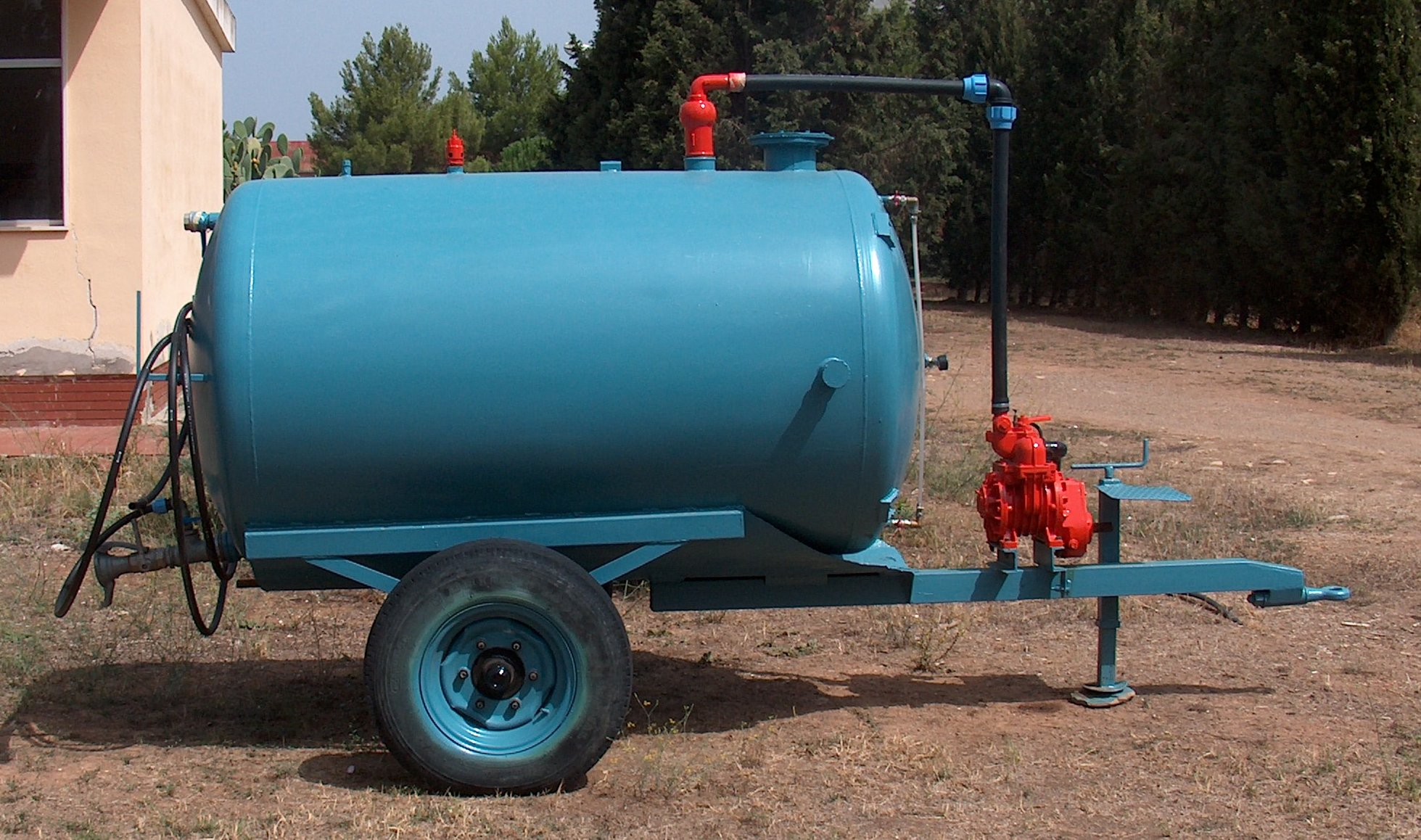
Depósito de fertilizadora.

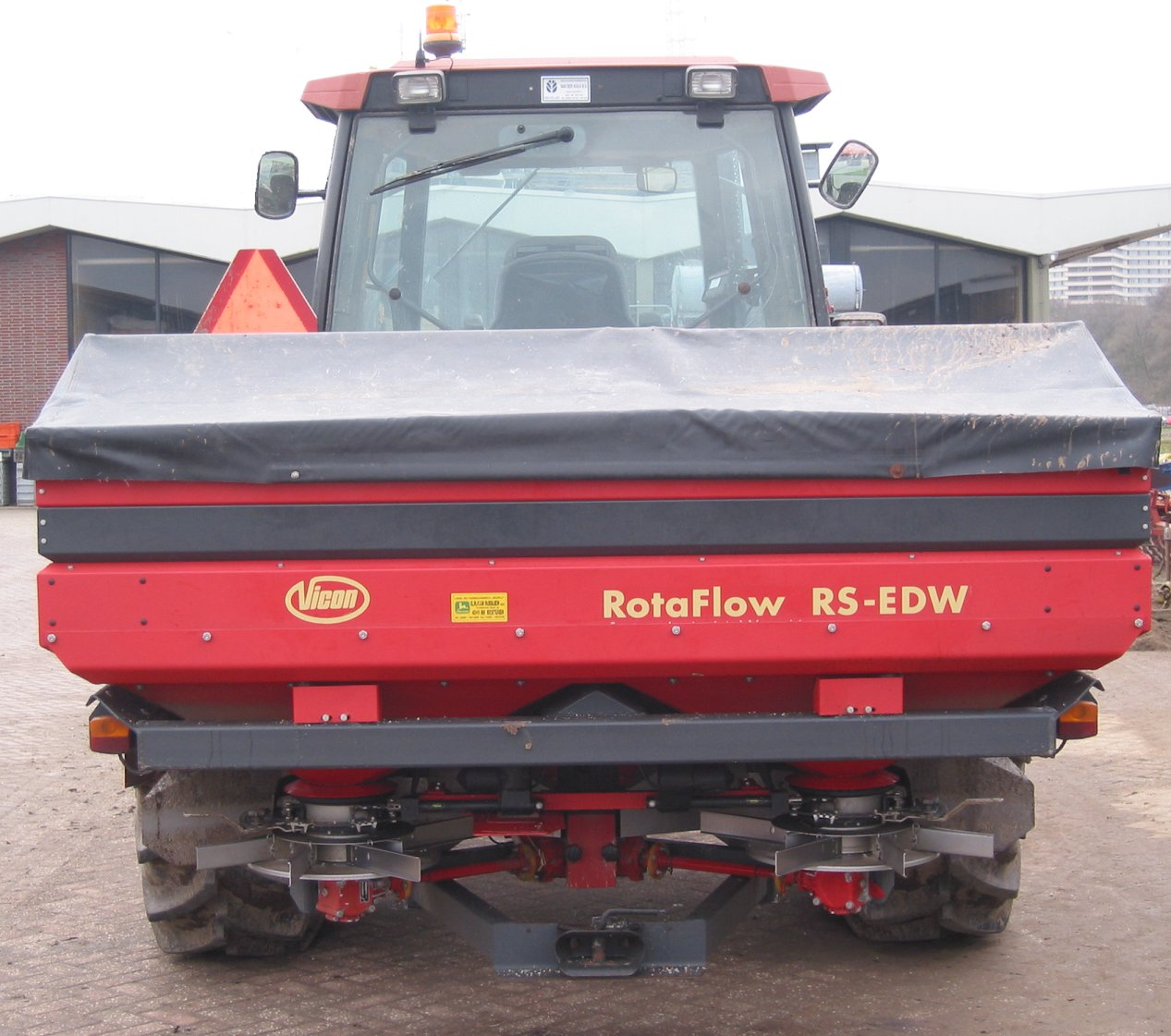
Fertilizadora centrífuga de doble disco.

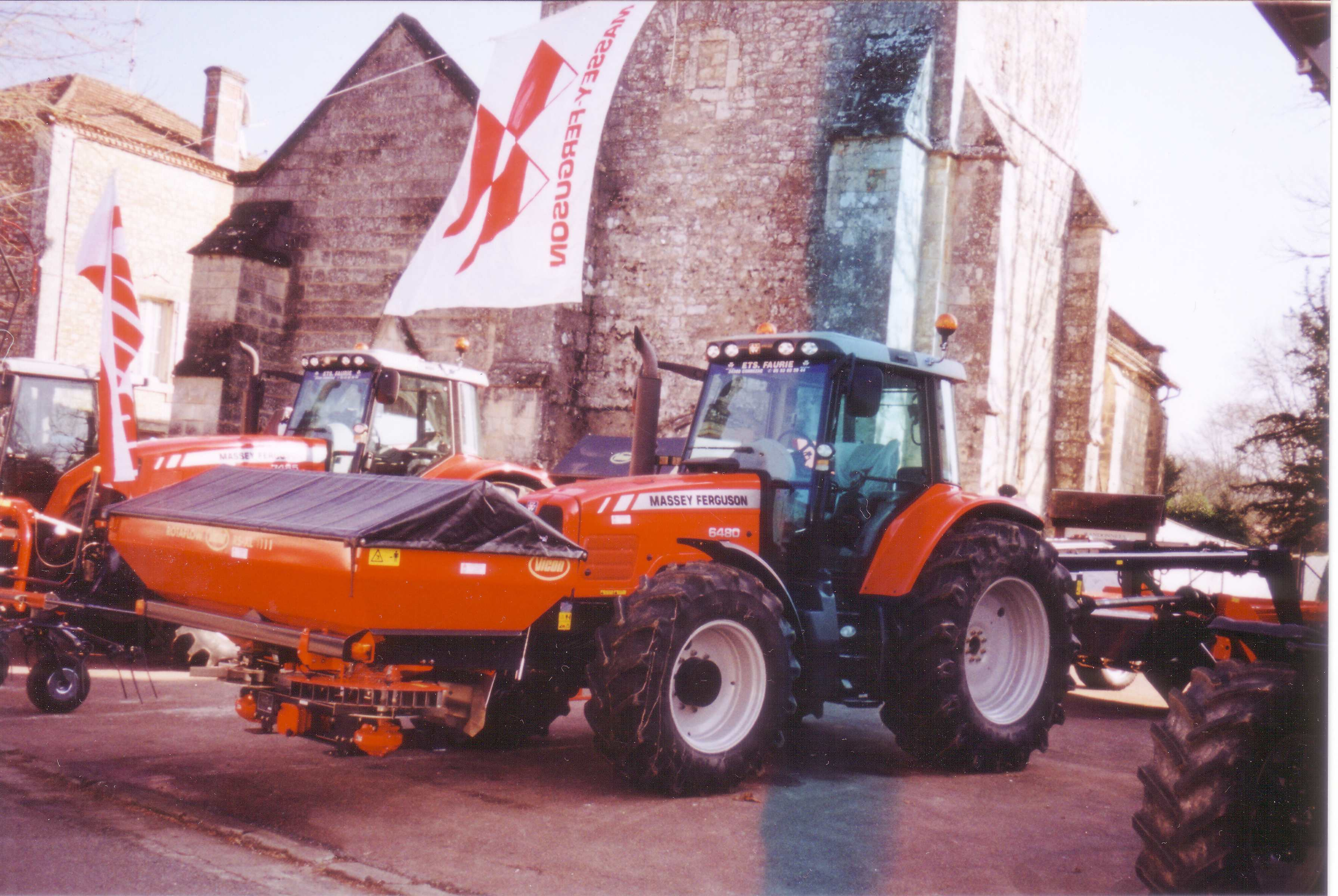
Fertilizadora centrífuga de doble disco.

Una fertilizadora es una máquina empleada en agricultura para esparcir por un terreno un compuesto fertilizante.
Dicho compuesto o mezcla se utiliza para enriquecer el suelo , para facilitar el trabajo del hombre y favorecer el crecimiento vegetal.